# Anomalia Ararat

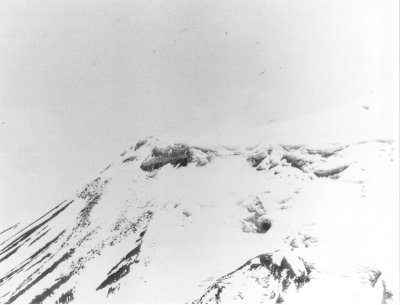
Zdjęcie anomalii Ararat uzyskane dzięki U.S. Defense Intelligence Agency w 1949

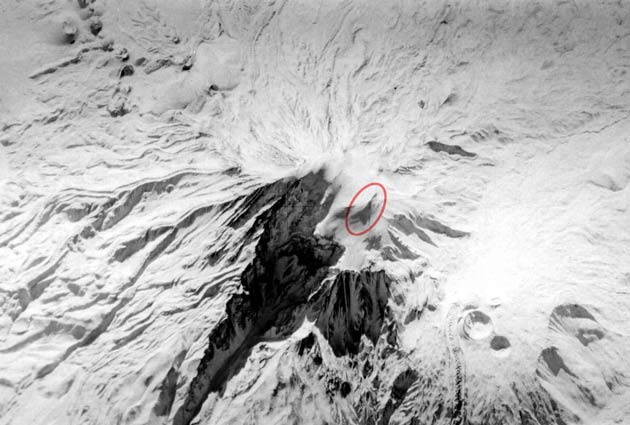
Obraz z 1979, uzyskany dzięki Keyhole-9, anomalia Ararat zakreślona na czerwono

Anomalia Ararat – obiekt pojawiający się na fotografiach pokrytych wiecznie zalegającym śniegiem zboczy niedaleko szczytu góry Ararat w Turcji, uznawany przez niektórych chrześcijan za pozostałości biblijnej arki Noego.

## Tło
Anomalia Ararat znajduje się w północno-zachodnim rogu Western Plateau góry Ararat. Współrzędne geograficzne wynoszą około 39°42'10″ N oraz 44°16'30″ E. Leży na wysokości 4724 m, 2,2 km na zachód od szczytu mierzącego 5137 m. Znajduje się na krawędzi czegoś, co wydaje się na fotografiach stromym, schodzącym w dół stokiem. Po raz pierwszy sfilmowano ją podczas rekonesansowej misji U.S. Air Force w 1949. Masyw Ararat lokuje się na dawniejszej granicy pomiędzy Turcją a Związkiem Socjalistycznych Republik Radzieckich, dlatego też obszar ten znajdował się w zasięgu zainteresowania wojska. Został przezeń sklasyfikowany i fotografowano go następnie w latach 1956, 1973, 1976, 1990 i 1992 z użyciem sił powietrznych i satelitów.
Sześć ujęć z materiału filmowego z 1949 zostało ujawnionych dzięki Freedom of Information Act Porcherowi Taylorowi, profesorowi University of Richmond w stanie Wirginia i wykładowcy Center for Strategic and International Studies specjalizującego się w wywiadzie satelitarnym i dyplomacji.
W zorganizowanym wspólnie projekcie badawczym wzięły udział magazyn Insight i Space Imaging (obecnie GeoEye). Użyto satelity IKONOS. Zdołał on wykryć anomalię 5 sierpnia i 13 września 2000. GeoEye stworzyło skomputeryzowany obraz wideo z uzyskanego obrazu anomalii. Struktura pojawia się przez około połowy czasu jego trwania. Kontrowersyjny obraz satelitarny uzyskany przez IKONOS później, w 2003, w obrębie tego samego projektu badawczego, został pokazany opinii publicznej w 2006.
Górę Ararat zobrazował również francuski satelita SPOT we wrześniu 1989. Widział ją też Landsat w latach siedemdziesiątych XX wieku oraz należący do NASA wahadłowiec kosmiczny w 1994, podobnie jak też satelity wojskowe dostarczające obrazów CIA: KH-9 (Keyhole 9) w 1973 i KH-11 (Keyhole 11) w 1976 i w latach 1990–1992.
Defense Intelligence Agency uważa anomalię za fasadę lodu lodowcowego pokrytą bardziej współcześnie zakumulowanym śniegiem i lodem.